# Wambola (Schiff, 1959)
Die Wambola (Kennung: M311) war ein Minenjagdboot der estnischen Marine. Das zur Lindau-Klasse gehörende Boot wurde ursprünglich als Cuxhaven (Kennung: M 1078) von der Bundesmarine in Dienst gestellt.

## Geschichte
Das Boot wurde für die Marine der Bundesrepublik auf der Burmester-Schiffswerft in Bremen gebaut und erhielt den Namen Cuxhaven (nach der deutschen Stadt Cuxhaven). Das Boot lief am 11. Februar 1959 vom Stapel und wurde noch im gleichen Jahr in Dienst gestellt. Wie seine Schwesterschiffe wurde der Minensucher der Klasse 320 in den späten 1970er Jahren zu einem Minenjagdboot der Klasse 331 umgebaut.
Die Deutsche Marine stellte die Cuxhaven am 8. Februar 2000 außer Dienst und übergab sie an Estland. Von den dortigen Seestreitkräften wurde das Boot reaktiviert und erhielt zur Wiederindienststellung den Namen Wambola. Im März 2009 wurde das Boot nach weiteren neun Jahren Dienst in der Marine Estlands endgültig außer Dienst gestellt. Nach seiner Außerdienststellung lag das Schiff zunächst im Museumshafen Lennusadam. Später wurde es in den Noblessner Hafen verlegt und wird dort als Veranstaltungslocation genutzt.

## Zweite Dienstzeit (estnische Marine)
Nach dem Einsatz in Deutschland wurde das Schiff am 22. März 2000 von der estnischen Marine in Dienst gestellt.

### Aufgaben
- Sicherheit und Freiheit in estnischen Gewässern gewährleisten
- Minenräumen
- Seenotrettungsdienst
- Beteiligung an Einsätzen im Rahmen von BALTRON
- Vertretung Estlands bei internationalen Übungen und Operationen
- Zusammenarbeit mit dem Grenzschutz
- Ausbildung der Besatzung

### Name & Schiffswappen
Die Wambola war das zweite Schiff mit diesem Namen in der estnischen Marine. Das erste war die russische Spartak, die im Dezember 1918 bei einem Vorstoß nach Reval vor britischen Einheiten kapituliert hatte. Der Zerstörer war am 2. Januar 1919 von den Briten an Estland übergeben und dort unter dem Namen Wambola, als eines der ersten Schiffe der Marine des neuen Staates, in Dienst gestellt worden.
Das Wappen der zweiten Wambola stellt einen schwarzen Kiel auf einem silbernen Hintergrund mit einem goldenen Morgenstern im Zentrum dar. Der Morgenstern wurde von den Esten im Altertum als Waffe benutzt, auf dem Wappen symbolisiert er ihren Kampfgeist und ihre Stärke. Das Schiffsmotto lautet in Latein „Ad unquem“ – auf Deutsch „Auf den Nagelkopf“. Das Wappen wurde von Priit Herodes entworfen.
Im Jahr 2000 wurde ein Kooperationsvertrag zwischen dem Stadtrat von Pärnu und dem Minenjagdboot Wambola unterzeichnet, welcher dem Schiff das Recht zum Tragen des Stadtwappens gab, um im Gegenzug die Stadt in den ausländischen Häfen vorzustellen.

### Kommandanten
- Leitnant Sten Sepper (1999–2001)[4]
- Leitnant Ivo Värk (2001–2002)
- Leitnant Marek Mardo (2002–2005)
- Leitnant Ain Pärna